# 이장우 가옥
이장우 가옥(李章雨 家屋)은 광주광역시 남구 양림동에 있는 조선시대의 가옥이다. 1989년 3월 20일 광주광역시의 민속문화재 제1호로 지정되었다.

## 개요
안채, 사랑채, 행랑채, 곳간채, 대문간으로 구성된 전통 상류가옥이다. 1899년 정병호가 안채와 대문간을 건축하였고, 1959년 이장우가 매입한 후 사랑채와 행랑채, 곳간채까지 완성하여 오늘에 이르고 있다.
이 가운데 안채가 1989년 광주광역시 민속문화재 제1호로 지정되었으며, 곳간채는 한때 화재로 소실되었으나 2009년도에 복원되었다. 안채는 ㄱ자 형태의 2고주 5량 팔작지붕 기와집이다. 왼쪽부터 툇마루 건넌방, 대청, 안방, 부엌이 있고 꺾인 곳에 작은방이 배치되어 있다.
동강 이장우 박사(1919~2002)는 교육에 대한 열정과 신념으로 동강유치원과 동신중ㆍ고등학교, 동신여중ㆍ여고, 동강대학, 동신대학교를 설립하여 호남 지역 교육 발전에 이바지하였다.

## 현황
현재는 개인 사유지이지만 월요일에서 토요일까지 일반인 내부관람이 가능하다. 다만 일요일과 공휴일, 국경일, 명절 등 빨간색이 들어간 날에는 개방하지 않으며 토요일이라도 공휴일, 국경일, 명절로 지정된 경우에는 일요일 기준을 적용한다. 개인 사유지이자 민간 주거지이기 때문에 앞마당까지만 관람이 가능하며 가옥 재실 등의 실내관람은 불가하다. 별도의 입장료는 없다.

## 참고 자료
- 이장우가옥 - 국가유산청 국가유산포털